# Fankara
Fankara est une commune rurale située dans le département de Samorogouan de la province de Kénédougou dans la région des Hauts-Bassins au Burkina Faso.

## Géographie
Fankara est situé à environ 20 km au nord-ouest de Samorogouan et à 7 km au sud-ouest de Kongolikoro.

## Santé et éducation
Le centre de soins le plus proche de Fankara est le centre de santé et de promotion sociale (CSPS) de Kongolikoro.